# Presidente de Botsuana
El Presidente de  la República de Botsuana (en inglés, President of the Republic of Botswana; en setsuana, Tautona wa Botswana) es el Jefe de Estado y de Gobierno de Botsuana. El cargo fue establecido en la constitución de 1966 tras la independencia del país del Reino Unido el 30 de septiembre del mismo año. Ejerce también como Comandante en jefe de las Fuerzas Armadas del país africano.
El actual presidente es Duma Boko, elegido en 2024.

## Historia de la presidencia
En 1966 el Reino Unido concedió la independencia al país africano. Desde su independencia, todos presidentes hasta el momento han sido miembros del Partido Democrático de Botsuana (PDB) fundado en 1961 por el que sería el primer presidente del país, Seretse Khama. Khama se mantuvo como presidente hasta las siguientes elecciones y fue reelegido con abrumadoras mayorías en 1969, 1974 y 1979. Bajo su gobierno, Botsuana desarrolló un rápido progreso económico y social, pasando de ser uno de los países más pobres del mundo a tener una de las tasas de crecimiento económico más altas.
Khama permaneció en la presidencia hasta su muerte por cáncer de páncreas en 1980, y fue sucedido por el vicepresidente Quett Masire. Tras la muerte del presidente Seretse Khama el 13 de julio de 1980, Masire fue elegido presidente. Gobernó hasta el año 1998, en que renunció y le sustituyó el vicepresidente Festus Mogae. Asumió la jefatura de estado y el liderazgo del BDP el 1 de abril de 1998, luego de la renuncia de Quett Masire después de casi dieciocho años en el cargo y ante la instauración de un límite de diez años para ejercer la presidencia. Beneficiado por la división de los partidos opositores, Mogae condujo al BDP a una aplastante victoria en las elecciones de 1999, las primeras desde 1974 en las que el partido creció en voto popular, y fue reelegido de este modo para un mandato completo. El gobierno de Mogae coincidió con un clima económico favorable, alcanzando Botsuana uno de los PBI más altos del continente africano. Mogae inició algunos esfuerzos en la diversificación económica para aligerar la dependencia de Botsuana de la industria del diamante. Sin embargo, su gobierno debió afrontar el agravamiento de la epidemia de VIH/SIDA, que se disparó a partir de 1997. 
La mayor parte de la presidencia de Khama estuvo signada por reveses financieros. En las secuelas de la Gran Recesión global en 2009, el gobierno de Khama debió afrontar un deterioro sin precedentes de la situación económica y social del país, que llegó a su apogeo en 2011. Khama respondió a la crisis con fuertes medidas de ajuste recomendadas por el Fondo Monetario Internacional, las cuales causaron un grave impacto en el importante sector público del país y debilitaron la popularidad del gobierno. Aunque Botsuana se mantuvo relativamente estable para la región, la inflación se duplicó y el desempleo se disparó. El resultado fue una prolongada huelga general por parte de la Federación de Sindicatos del Sector Público de Botsuana (BOFEPUSU) y el fraccionamiento del BDP, con numerosos dirigentes de alto perfil abandonando el partido en descontento con el liderazgo de Khama. En las elecciones de 2014, Khama logró la reelección pero el BDP obtuvo el peor resultado de su historia y, por primera vez desde su fundación, no superó el 50% de los votos. El segundo mandato de Khama se caracterizó por un aumento de las críticas en su contra por supuestos intentos de asegurar la continuidad de su dominio político en cuanto tuviera que dejar la presidencia mediante reformas institucionales. Khama fue finalmente sucedido por su vicepresidente Mokgweetsi Masisi el 1 de abril de 2018, tras diez años el poder.
El 1 de abril de 2018, juró como el quinto presidente de Botsuana sucediendo a Ian Khama obligado a dejar la presidencia después de dos mandatos de 5 años.4 Masisi se convirtió así en el tercer líder de Botsuana fuera de la dinastía Khama desde su independencia de Gran Bretaña en 1966. Entre las prioridades presentadas en su discurso al asumir la presidencia destacó la necesidad de reducir la dependencia del país del mercado de diamantes y el compromiso de su gobierno en ampliar el acceso a la educación técnica y establecer iniciativas en turismo, minería, carnes y servicios financieros.

## Elección
Pese a ejercer poderes similares al régimen presidencialista, el presidente de Botsuana es elegido por el parlamento del país, ante el cual es responsable. 

### Elegibilidad
Según el artículo 32, las candidaturas para la elección de un presidente se entregarán al oficial de escrutinio en el día y la hora que determine o establezca cualquier ley vigente en Botsuana; la candidatura de un candidato para una elección de un presidente no será válida a menos que esté apoyada, en la forma que determine o establezca una ley del Parlamento, por no menos de 1000 personas inscritas como votantes para las elecciones a la Asamblea.
Una persona estará calificada para ser elegida como presidente si es ciudadano de Botsuana por nacimiento o descendencia; ha alcanzado la edad de 30 años; y está calificado para ser elegido como Miembro de la Asamblea Nacional.

### Elección por la Asamblea Nacional
Las elecciones generales de Botsuana determinarán la composición de la cámara legislativa que luego determinará la elección presidencial. Los candidatos parlamentarios podrá, en el momento de su nominación declarar en la forma que determine o establezca una ley del Parlamento a cuál de los candidatos para la elección de presidente apoya. (artículo 33).
Cuando la elección parlamentaria se dispute en cualquier circunscripción, se realizará una votación en esa circunscripción en la que los votos se emitirán por papeleta, y para los fines de esa votación, cualquier candidato parlamentario que declare su apoyo de conformidad a un candidato presidencial en particular utilizará el mismo color y símbolo de votación.
El oficial de escrutinio declarará elegido presidente a cualquier candidato a quien se haya declarado apoyo por no menos de un número de personas elegidas como miembros de la Asamblea Nacional en la elección parlamentaria que corresponda a más de la mitad del número total de escaños para miembros Electos en la Asamblea, y si no hay tal persona, el oficial de escrutinio declarará que no se ha elegido ningún candidato.
Según el extenso artículo 33 de la constitución, el Parlamento podrá establecer disposiciones por las cuales se pueda extender el plazo para la nominación de candidatos presidenciales en caso de que no haya ningún candidato calificado nominado al vencimiento del plazo para la entrega de dichas nominaciones. Cuando, al vencimiento del plazo para la entrega de nominaciones en la elección de un presidente, se nomine válidamente a más de un candidato calificado y alguno de esos candidatos muera antes del comienzo de la votación en la elección parlamentaria, la votación en la elección parlamentaria será revocada, se realizarán nuevas nominaciones de candidatos parlamentarios en cada distrito electoral y se realizará una nueva elección de un presidente de conformidad con las disposiciones anteriores de esta sección.
Cuando cualquier candidato en una elección de presidente muere durante el período que comienza con la realización de la votación en la elección parlamentaria y que termina cuando se ha determinado el resultado de la elección y ese candidato, de no ser por su muerte, habría tenido derecho a haber sido declarado electo como presidente la nueva Asamblea Nacional se reunirá en el día previsto para su inicio y elegirá a una persona para el cargo de presidente de la manera prescrita por el artículo 35.

## Mandato
La constitución de Botsuana en su artículo 34 determina que el presidente de la República ejercerá su cargo por un período total que no excederá de 10 años a partir de la fecha de su primera toma de posesión del cargo, es decir, dos mandatos de cinco años. Si la Asamblea Nacional en cualquier momento aprueba una resolución apoyada por una mayoría de todos los miembros de la Asamblea con derecho a voto declarando que no tiene confianza en el Gobierno de Botswana, el Parlamento se disolverá el cuarto día siguiente al día en que se aprobó dicha resolución, a menos que el presidente renuncie antes a su cargo o disuelva el Parlamento (artículo 92).
La sustitución del presidente de la República viene recogida en el artículo 35, así, si el presidente cesará en el cargo si en cualquier momento durante su mandato surgen circunstancias que, si no fuera miembro de la Asamblea Nacional, lo descalificarían para ser elegido para ella como pueden ser enfermedad, incapacidad o cese. Cuando el presidente muera, renuncie o deje de ejercer su cargo, el vicepresidente asumirá el cargo de presidente de la República con efecto a partir de la fecha de la muerte, renuncia o cese del anterior presidente. Si, no hubiera vicepresidente en ese momento, serán desempeñado por un ministro que el gabinete de ministros elija. Cualquier persona que desempeñe las funciones del cargo de presidente en los casos mencionados anteriormente no podrá nombrar ni destituir al vicepresidente ni podrá disolver la Asamblea Nacional.
Así mismo siempre que el presidente esté ausente de Botsuana o considere conveniente hacerlo por razón de enfermedad o cualquier otra causa, podrá, mediante instrucciones por escrito, autorizar al vicepresidente o a otro ministro, para que desempeñe las funciones del cargo de presidente de la República.

## Derechos e inmunidad
Estos temas son tratados en los artículo 40 y 41 respectivamente. El presidente recibirá el sueldo y las prestaciones que determine la Asamblea Nacional, que se cargarán a los ingresos generales. El sueldo y las prestaciones del presidente no se modificarán en su contra durante su mandato. La persona que haya desempeñado el cargo de presidente recibirá la pensión o, al expirar su mandato, la gratificación que determine la Asamblea Nacional, que se cargarán al Fondo Consolidado.
Mientras una persona ocupe o desempeñe las funciones del cargo de presidente, no se instituirá ni continuará ningún procedimiento penal contra ella por nada que haya hecho u omitido hacer en su carácter oficial o en su carácter privado, y no se instituirá ni continuará ningún procedimiento civil por el que se reclame reparación en su contra por nada que haya hecho u omitido hacer en su carácter privado. 

## Facultades constitucionales
Las facultades constitucionales del presidente de la República vienen recogidas en la parte III de la Constitución en los artículos del 47 al 53 aunque a diferencia de otras constituciones no están muy desarrolladas:
1) El poder ejecutivo de Botsuana corresponderá al presidente y, con sujeción a las disposiciones de esta Constitución, será ejercido por él o ella directamente o a través de funcionarios subordinados a él o ella. En el ejercicio de cualquier función que le confiera esta Constitución o cualquier otra ley, el presidente actuará, a menos que se disponga otra cosa, según su propio criterio deliberado y no estará obligado a seguir el consejo ofrecido por ninguna otra persona o autoridad (artículo 47).
2) El mando supremo de las fuerzas armadas de la República corresponderá al presidente y él o ella ocupará el cargo de Comandante en Jefe. Los poderes conferidos al presidente incluirán: el poder de determinar el uso operativo de las fuerzas armadas; el poder de nombrar a los miembros de las fuerzas armadas, de hacer designaciones al momento de la promoción a cualquier cargo en las fuerzas armadas y de destituir a cualquier miembro de las fuerzas armadas. El presidente podrá, mediante instrucciones por escrito y sujeto a las condiciones que considere adecuadas, delegar en cualquier miembro de las fuerzas armadas cualquiera de los poderes mencionados (artículo 48).
3) Nombrar y destituir al vicepresidente. Será el principal asistente del presidente en el ejercicio de sus funciones ejecutivas y será responsable, bajo las instrucciones del presidente, de los asuntos del gobierno de Botsuana (incluida la administración de cualquier departamento del gobierno) que el presidente le asigne (artículo 49).
4) Presidir el Gabinete de ministros. Así mismo el Gabinete de ministros será responsable de asesorar al presidente respecto de la política del gobierno y respecto de otros asuntos que le pueda encomendar el presidente y, sujeto a las disposiciones de esta Constitución, será responsable ante la Asamblea Nacional de todas las cosas realizadas por o bajo la autoridad del presidente, el vicepresidente o cualquier ministro en la ejecución de su cargo (artículo 50).
5) Nombramiento del Fiscal General y del Director del Ministerio Público (artículos 51 y 52). También podrá conceder a cualquier persona condenada por cualquier delito un indulto, una prórroga, ya sea indefinida o por un período determinado, de la ejecución de cualquier castigo impuesto a esa persona por cualquier delito; sustituir por una forma menos severa de castigo cualquier castigo impuesto a cualquier persona por cualquier delito; y condonar total o parcialmente cualquier castigo impuesto a cualquier persona por cualquier delito o cualquier pena o decomiso que de otra manera se deba al Gobierno a causa de cualquier delito (artículo 53).
6) Ejercer derecho de veto sobre las leyes de la Asamblea Nacional (artículo 87).

## Lista de presidentes (desde 1966)
| #   | Nombre              | Nombre                        | Nombre                                                 | Inicio                   | Final                  | Partido   | Elecciones (indirectas)          | Vicepresidente | Vicepresidente                 |
| --- | ------------------- | ----------------------------- | ------------------------------------------------------ | ------------------------ | ---------------------- | --------- | -------------------------------- | -------------- | ------------------------------ |
| 1.º |                     |                               | Seretse Khama (1921-1980) Presidente de la República   | 30 de septiembre de 1966 | 13 de julio de 1980    | BDP       | 1965 (28 de 31)                  |                | Quett Masire (1966-1980)       |
| 1.º | 1969 (24 de 31)     |                               | Seretse Khama (1921-1980) Presidente de la República   | 30 de septiembre de 1966 | 13 de julio de 1980    | BDP       |                                  |                | Quett Masire (1966-1980)       |
| 1.º | 1974 (27 de 32)     |                               | Seretse Khama (1921-1980) Presidente de la República   | 30 de septiembre de 1966 | 13 de julio de 1980    | BDP       |                                  |                | Quett Masire (1966-1980)       |
| 1.º | 1979 (29 de 32)     |                               | Seretse Khama (1921-1980) Presidente de la República   | 30 de septiembre de 1966 | 13 de julio de 1980    | BDP       |                                  |                | Quett Masire (1966-1980)       |
| -   |                     |                               | Quett Masire (1925-2017) Presidente de la República    | 13 de julio de 1980      | 18 de julio de 1980    | BDP       | -                                |                | Lenyeletse Seretse (1980-1983) |
| 2.º | 18 de julio de 1980 | 31 de marzo de 1998           | Quett Masire (1925-2017) Presidente de la República    | -                        |                        | BDP       |                                  |                | Lenyeletse Seretse (1980-1983) |
| 2.º | 18 de julio de 1980 | 31 de marzo de 1998           | Quett Masire (1925-2017) Presidente de la República    | 1984 (29 de 34)          |                        | BDP       | Peter Mmusi (1983-1992)          |                |                                |
| 2.º | 18 de julio de 1980 | 31 de marzo de 1998           | Quett Masire (1925-2017) Presidente de la República    | 1989 (31 de 34)          |                        | BDP       | Peter Mmusi (1983-1992)          |                |                                |
| 2.º | 18 de julio de 1980 | 31 de marzo de 1998           | Quett Masire (1925-2017) Presidente de la República    | 1994 (27 de 40)          |                        | BDP       | Festus Mogae (1992-1998)         |                |                                |
| 3.º |                     |                               | Festus Mogae (n. 1939) Presidente de la República      | 1 de abril de 1998       | 1 de abril de 2008     | BDP       | -                                |                | Ian Khama (1998-2008)          |
| 3.º | 1999 (33 de 40)     |                               | Festus Mogae (n. 1939) Presidente de la República      | 1 de abril de 1998       | 1 de abril de 2008     | BDP       |                                  |                | Ian Khama (1998-2008)          |
| 3.º | 2004 (44 de 57)     |                               | Festus Mogae (n. 1939) Presidente de la República      | 1 de abril de 1998       | 1 de abril de 2008     | BDP       |                                  |                | Ian Khama (1998-2008)          |
| 4.º |                     |                               | Ian Khama (n. 1953) Presidente de la República         | 1 de abril de 2008       | 1 de abril de 2018     | BDP       | -                                |                | Mompati Merafhe (2008-2012)    |
| 4.º | 2009 (45 de 57)     |                               | Ian Khama (n. 1953) Presidente de la República         | 1 de abril de 2008       | 1 de abril de 2018     | BDP       |                                  |                | Mompati Merafhe (2008-2012)    |
| 4.º | 2014 (37 de 57)     |                               | Ian Khama (n. 1953) Presidente de la República         | 1 de abril de 2008       | 1 de abril de 2018     | BDP       | Ponatshego Kedikilwe (2012-2014) |                |                                |
| 4.º | 2014 (37 de 57)     | Mokgweetsi Masisi (2014-2018) | Ian Khama (n. 1953) Presidente de la República         | 1 de abril de 2008       | 1 de abril de 2018     | BDP       |                                  |                |                                |
| 5.º |                     |                               | Mokgweetsi Masisi (n. 1962) Presidente de la República | 1 de abril de 2018       | 1 de noviembre de 2024 | BDP       | -                                |                | Slumber Tsogwane (2018-2024)   |
| 5.º | 2019 (38 de 57)     |                               | Mokgweetsi Masisi (n. 1962) Presidente de la República | 1 de abril de 2018       | 1 de noviembre de 2024 | BDP       |                                  |                | Slumber Tsogwane (2018-2024)   |
| 6.º |                     |                               | Duma Boko (n. 1969) Presidente de la República         | 1 de noviembre de 2024   | En el cargo            | BNF (UDC) | 2024 (36 de 61)                  |                | Ndaba Gaolathe (2024-)         |